# Carlo Francesco Pollarolo
Carlo Francesco Pollarolo (Brescia, ca. 1653-Venecia, 7 de febrero de 1723) fue un compositor, organista y director musical italiano del periodo barroco. Conocido sobre todo por sus óperas, escribió un total de 85 y 13 oratorios. Su estilo compositivo estaba inicialmente en deuda con la tradición operística de Giovanni Legrenzi y Carlo Pallavicino, pero se alejó de este estilo con innovaciones en la estructura compositiva del aria caracterizadas por formas expandidas y elaboraciones orquestales. En sus primeras obras utilizaba tres partes de cuerda en la tradición de orquestación de Legrenzi y Pallacino, pero sus obras de mediados y finales evolucionaron hacia una orquestación más rica de cinco partes de cuerda y una instrumentación ampliada de metales y maderas. Fue el primer compositor de ópera veneciano y uno de los primeros compositores italianos en utilizar el oboe en sus orquestaciones.

## Biografía
Nacido en una familia con tradición musical, inició su carrera como organista en Brescia, donde sucedió a su padre. En 1689 se trasladó a Venecia, obteniendo el puesto de segundo organista de San Marcos en 1690 y Vicemaestro de Capilla en 1691. Desde 1696 hasta poco antes de su muerte, ejerció el cargo de Maestro de Capilla del Ospedate degli Incurabili, para el cual compuso varios oratorios.
Compuso numerosas óperas, muchas destinadas al teatro de San Juan Crisóstomo en Venecia, de las que únicamente se conservan unas 20. Su estilo se caracteriza por el desarrollo de arias acompañadas con la orquesta y tiene influencias de la ópera francesa de Jean-Baptiste Lully.